# Sternfleckenmuräne
Die Sternfleckenmuräne (Echidna nebulosa) oder Sternmuräne ist eine auffallend bunte Art der Muränen (Muraenidae). Sie lebt im Roten Meer und im gesamten tropischen Indopazifik von Ostafrika bis nach Hawaii, nördlich bis zum südlichen Japan und südlich bis zur Lord-Howe-Insel. Im östlichen Pazifik kommen sie vom südlichen Baja California bis zum nördlichen Kolumbien vor. Sternfleckenmuränen halten sich vor allem in flachen Lagunen, in Außenriffen und auf Riffdächern auf. Dort verlassen sie gelegentlich das Wasser um von einem Gezeitentümpel zum anderen zu gelangen.

## Merkmale
Sternfleckenmuränen werden bis 75 Zentimeter lang. Sie sind mit breiten, unregelmäßigen weißen und schwarzen Streifen gezeichnet. Die schwarzen Streifen können an den Seiten unterbrochen sein. Über diesem Muster liegen kleine gelbe Flecken, die zu dem deutschen Namen der Tiere geführt haben. Die Augen sind gelb. Äußere Geschlechtsunterschiede gibt es nicht, bei männlichen Tieren sind die Zähne allerdings spitzer als die der Weibchen. Sternfleckenmuränen haben 121 bis 123 Wirbel.

## Lebensweise
Sternfleckenmuränen leben in flachen Fels- und Korallenriffen, in Lagunen und anderen Flachwasserbereichen bis in Tiefen von 10 bis 15 Metern. Sie ernähren sich vor allem von Krebstieren, darunter auch von wehrhaften Fangschreckenkrebsen. Um Krabben zu erbeuten, verlassen Sternfleckenmuränen auch das Wasser. Sternfleckenmuränen wechseln im Laufe ihres Lebens das Geschlecht. Nach Eintritt der Geschlechtsreife sind sie zunächst weiblich und wandeln sich im Alter in Männchen um. Dabei wechselt auch die Bezahnung und die Ernährungsweise. Die Zähne der Männchen sind länger, haben gesägte Kanten und sind damit besser für den Fischfang geeignet. Die Fortpflanzungsbiologie der Muränen ist unbekannt. 
Die Sternfleckenmuräne ist die am häufigsten zu aquaristischen Zwecken importierte Muräne.